# Nemoura uenoi
Nemoura uenoi är en bäcksländeart som beskrevs av Kawai 1954. Nemoura uenoi ingår i släktet Nemoura och familjen kryssbäcksländor. Inga underarter finns listade i Catalogue of Life.